# 塞尔维亚邮政储蓄银行
塞尔维亚邮政储蓄银行（Poštanska štedionica），是塞尔维亚最大的经营性银行之一，塞尔维亚政府为最大股东。它成立于1921年，总部设在塞尔维亚贝尔格莱德。

## 历史
1921年6月26日，基于《邮政储蓄服务法》颁布，塞尔维亚邮政储蓄银行在贝尔格莱德成立。到1926年，它成为南斯拉夫王国的主要金融储蓄机构，在全国所有邮局都设有分支机构。当时，它实行的是金融交易免收任何税款的政策，目的是鼓励人们储蓄资本。
随着计算机普及和金融技术不断完善，1969年，各办公室配备了第一批IBM计算机。塞尔维亚邮政储蓄银行也成为整个南斯拉夫社会主义联邦共和国第一个引进信用卡的金融机构。2002年，邮政储蓄银行成为一家全面运作的银行。2006年，它更名并符合股份有限公司的结构；并于同年2月7日，登录贝尔格莱德证券交易所，进入到证券市场。
2013年10月，在塞尔维亚财政部向政府的提议下，该银行接管了失去银行业牌照的国有经济银行（Privredna banka Beograd）所有投保和未投保存款及部分资产。2014年1月下旬，另一家国有银行Univerzal banka失去牌照，塞尔维亚邮政储蓄银行也接收了他们的客户。

## 市场数据
截止2017年底，塞尔维亚邮政储蓄银行的总资产达到了11.85亿欧元。

## 相关
- 塞尔维亚银行列表（英语：List of banks in Serbia）
- 贝尔格莱德证券交易所